# D/1884 O1 (Barnard)
D/1884 O1 (Barnard), także Barnard 1 – kometa krótkookresowa, należąca do rodziny Jowisza. Obecnie uznawana za zagubioną.

## Odkrycie
Kometa została odkryta 16 lipca 1884 roku przez Edwarda Emersona Barnarda.

## Orbita komety
Orbita komety D/1884 O1 (Barnard) miała kształt elipsy o mimośrodzie 0,58. Jej peryhelium znajdowało się w odległości 1,28 j.a., aphelium zaś 4,86 j.a. od Słońca. Jej okres obiegu wokół Słońca wynosił 5,38 roku, nachylenie do ekliptyki to wartość 5,47˚.

## Właściwości fizyczne
W momencie odkrycia głowa komety miała średnicę ok. 2', znajdując się 0,42 j.a. od Ziemi. Jasność wizualna obiektu wynosiła wówczas 9-10m.